# Arnved Nedkvitne
Arnved Nedkvitne (* 21. Mai 1947 in Haugesund) ist ein norwegischer Mittelalterhistoriker. Er war zwischen 1991 und 1993 Professor an der Universität Trondheim, und von 1993 bis 2009 Professor für Mittelaltergeschichte an der Universität Oslo. Nedkvitne hat mehrere Bücher in Norwegisch, Schwedisch, Deutsch und Englisch veröffentlicht, und gilt als Experte für die Wirtschaftsgeschichte des Mittelalters in Skandinavien.
Nedkvitne studierte Geschichte an der Universität Bergen und wurde 1983 promoviert. Im Februar 2009 wurde er durch die Universitätsleitung wegen kritischer Äußerungen entlassen.

## Schriften (Auswahl)
- Utenrikshandelen fra det vestafjelske Norge 1100–1600. 1983, (Bergen, Universität, Dissertation, 1984).
- „Mens bønderne seilte og jægterne for“. Nordnorsk og vestnorsk kystøkonomi 1500–1730. Universitetsforlaget, Oslo 1988, ISBN 82-00-18307-6.
- mit Per G. Norseng: Byen under Eikaberg. Fra byens oppkomst til 1536 (= Oslo bys historie. Bd. 1). Cappelen, Oslo 1991, ISBN 82-02-09141-1.
- als Herausgeber mit Volker Henn: Norwegen und die Hanse. Wirtschaftliche und kulturelle Aspekte im europäischen Vergleich (= Kieler Werkstücke. Reihe A: Beiträge zur schleswig-holsteinischen und skandinavischen Geschichte. Bd. 11). Peter Lang, Frankfurt am Main u. a. 1994, ISBN 3-631-47950-6.
- Møtet med døden i norrøn middelalder. En mentalitetshistorisk studie. Cappelen, Oslo 1997, ISBN 82-456-0202-7 (In schwedischer Sprache: Mötet med döden i norrön medeltid. Översättning: Bo Eriksson Janbrink. Atlantis, Stockholm 2004, ISBN 91-7486-811-X).
- mit Per G. Norseng: Middelalderbyen ved Bjørvika. Cappelen, Oslo 2000, ISBN 82-02-19100-9.
- The social consequences of literacy in medieval Scandinavia (= Utrecht Studies in Medieval Literacy. 11). Brepols, Turnhout 2004, ISBN 2-503-51450-2.
- Lay belief in Norse society. 1000–1350. Museum Tusculanum Press, Kopenhagen 2009, ISBN 978-87-635-0786-8.
- Ære, lov og religion i Norge gjennom tusen år. Scandinavian Academic Press, Oslo 2011, ISBN 978-82-304-0070-8.
- The German Hansa and Bergen 1100–1600 (= Quellen und Darstellungen zur hansischen Geschichte. NF Bd. 70). Böhlau, Köln u. a. 2014, ISBN 978-3-412-22202-4.
- Norse Greenland: Viking Peasants in the Arctic, Routledge, 2018, ISBN 978-0-8153-6629-4.